# Dreibrück

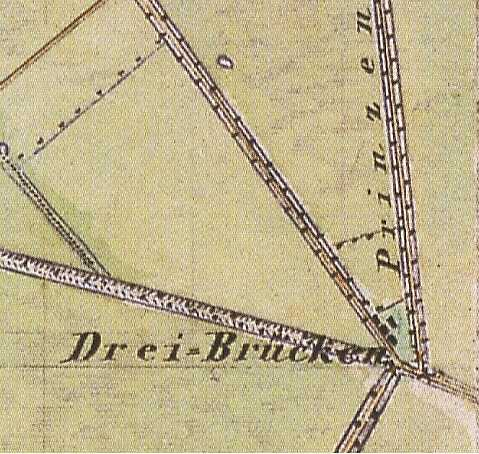
Dreibrück auf dem Urmesstischblatt 3342 von 1839

Dreibrück ist ein Gemeindeteil von Deutschhof, einem Ortsteil der Gemeinde Fehrbellin im Landkreis Ostprignitz-Ruppin (Brandenburg).

## Geographische Lage
Dreibrück liegt im Süden des Landkreises, an der Grenze zu den Landkreisen Havelland und Oberhavel. Der Ort liegt auf einer Höhe von 32 m ü. NHN. Die L173 führt von Bergerdamm und Hertefeld kommend, weiter nach Königshorst. Dreibrück hat ungefähr 120 Einwohner und ist ein Gemeindeteil von Deutschhof, heute ein Ortsteil der Gemeinde Fehrbellin.

## Geschichte
Die erste Erwähnung eines Gasthauses „an den drey Brücken“ über den Horster Grenzgraben an der Kreuzung des Nauener, des Berger und des Kronprinzendamms wird auf das Jahr 1721 datiert. Er war damals auf dem Gebiet des Amtes Königshorst an der Kreuzung der drei Brücken angelegt worden. 1770 tauschte das Amt Königshorst 8 Morgen Hütung gegen ebenso viele der Gemeinde Deutschhof zur Ausstattung der Kolonistenwohnung (Krug). Anscheinend hatte der aus dem Dienst ausgeschiedene Unteroffizier Pfefferkorn den Krug gekauft. 1782 ersuchte der Mühlenbursche Hindenburg beim Amt nach, den Pfefferkornschen Krug zu kaufen. 1801 saß ein gewisser Museholdt als Erbpächter auf dem Krug. Bratring vermerkt eine Feuerstelle (Wohnhaus), in dem 6 Menschen lebten. 1804 kam es zu Streitigkeiten zwischen Museholdt und dem zuständigen Oberförster wegen Birken- und Weidenplantagen bei seinem Hof. 1817 wohnten hier 5 Menschen. Um 1850 bildete Dreibrück einen eigenen Gemeindebezirk. 1849 wird Dreibrück als Etablissement bezeichnet. In diesem Jahr wurde es vom Zuständigkeitsgebiet des Königlichen Stadt- und Landgericht Fehrbellin an die Gerichtskommission Fehrbellin überwiesen. 1852 wurden die Reallasten abgelöst. 1840 und auch noch 1860 sind ein Wohnhaus und vier Wirtschaftsgebäude verzeichnet. 1840 wurde das einer Witwe Uter gehörige Etablissement Dreibrück, das auf 1775 Taler 24 Silbergroschen und 3 Pfennige taxiert war, versteigert.
Im Jahr 1914 errichtete der „Verein Hoffnungstal“, dessen weiteres Wirken den Ort prägte, eine Obdachlosenunterkunft (oder „Arbeiterkolonie“) im Ort und kaufte dort den Wirtschaftsbetrieb mit 140 ha. Während des Zweiten Weltkriegs setzten die Hoffnungsthaler Anstalten auch Kriegsgefangene und Zwangsarbeiter ein. Schon im Ersten Weltkrieg hatten Kriegsgefangene einen sogenannten Heldengarten bei Dreibrück angepflanzt. Die Obstbäume hatte Angehörige der Gefallenen gestiftet.
Im Ort hat die Hoffnungstaler Stiftung Lobetal eine Wohnstätte für 80 Menschen (2014) mit Behinderung, außer der Behindertenbetreuung spielt auch die Landwirtschaft eine große Rolle in Dreibrück.